# Église Saint-Sauveur de Brignoles
L'église Saint-Sauveur est située sur la commune de Brignoles, dans le département du Var.

## Historique
La commune de Brignoles disposait d'une église, nommée « Notre Dame des Courtines », construite entre 1012 et 1015. Le développement du village imposa la construction d'un édifice plus grand, au XIe siècle. La place manquant dans le village, celui-ci fut construit dans le sens nord-sud, à côté de l'église primitive. Les deux églises ne furent raccordées l'une à l'autre que trois siècles plus tard. La municipalité de Brignoles prévoit une campagne de travaux de réfection de la toiture du monument, dans le premier semestre 2019.
L'église est inscrite au titre des monuments historiques depuis le 27 janvier 1926.

## Description
Le portail de l'église est d'inspiration romane, il a été restauré au XIXe siècle. Les deux vantaux en bois datent de la fin du XVIIe siècle. Ils portent chacun un médaillon ovale, l'un montre Saint Pierre tenant la clé et l'autre Saint Paul portant l'épée. Sur le tympan, le Christ est représenté entre deux anges.

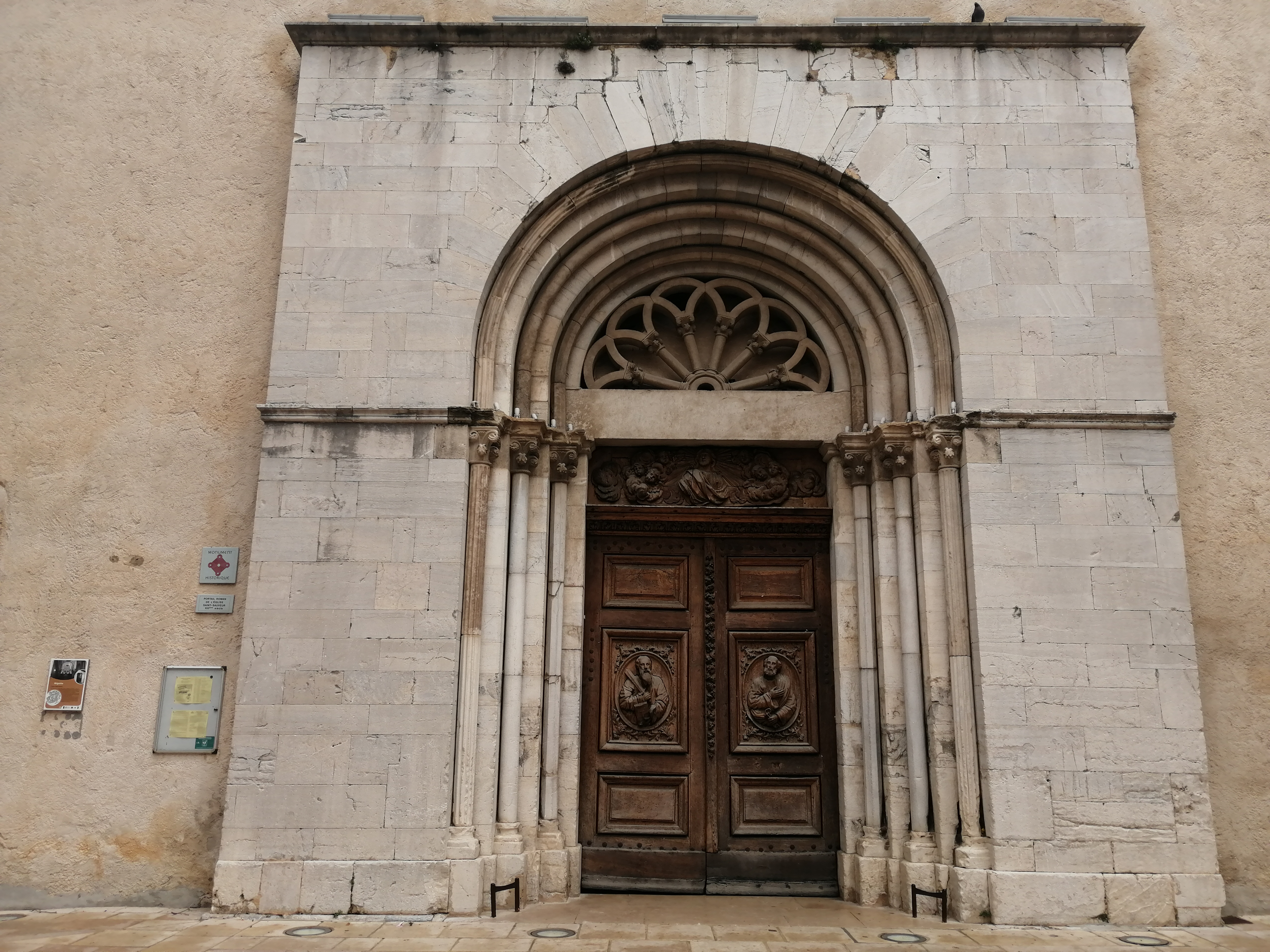
portail de l'église St-Sauveur de Brignoles
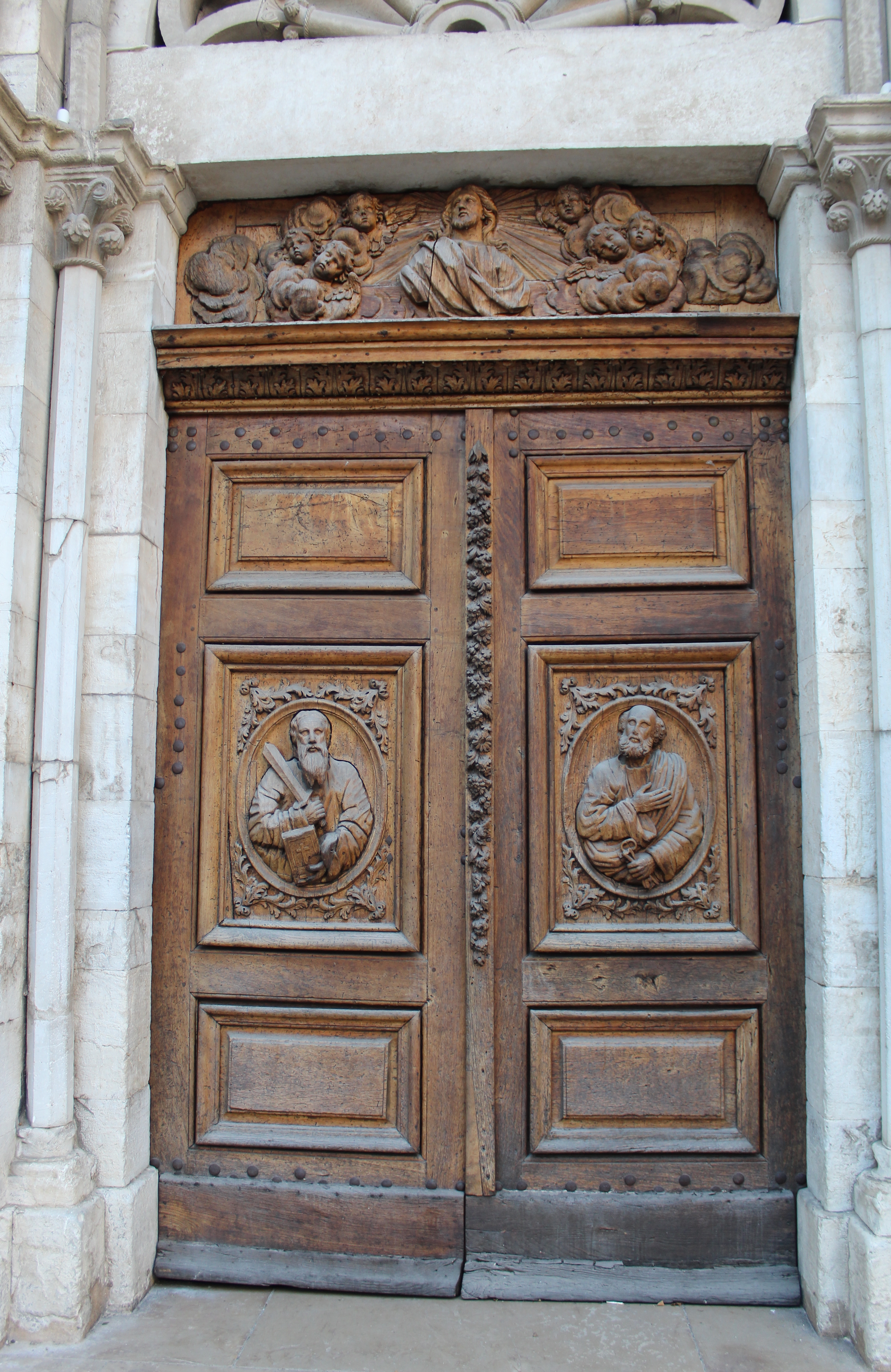
Brignoles Eglise Saint-Sauveur
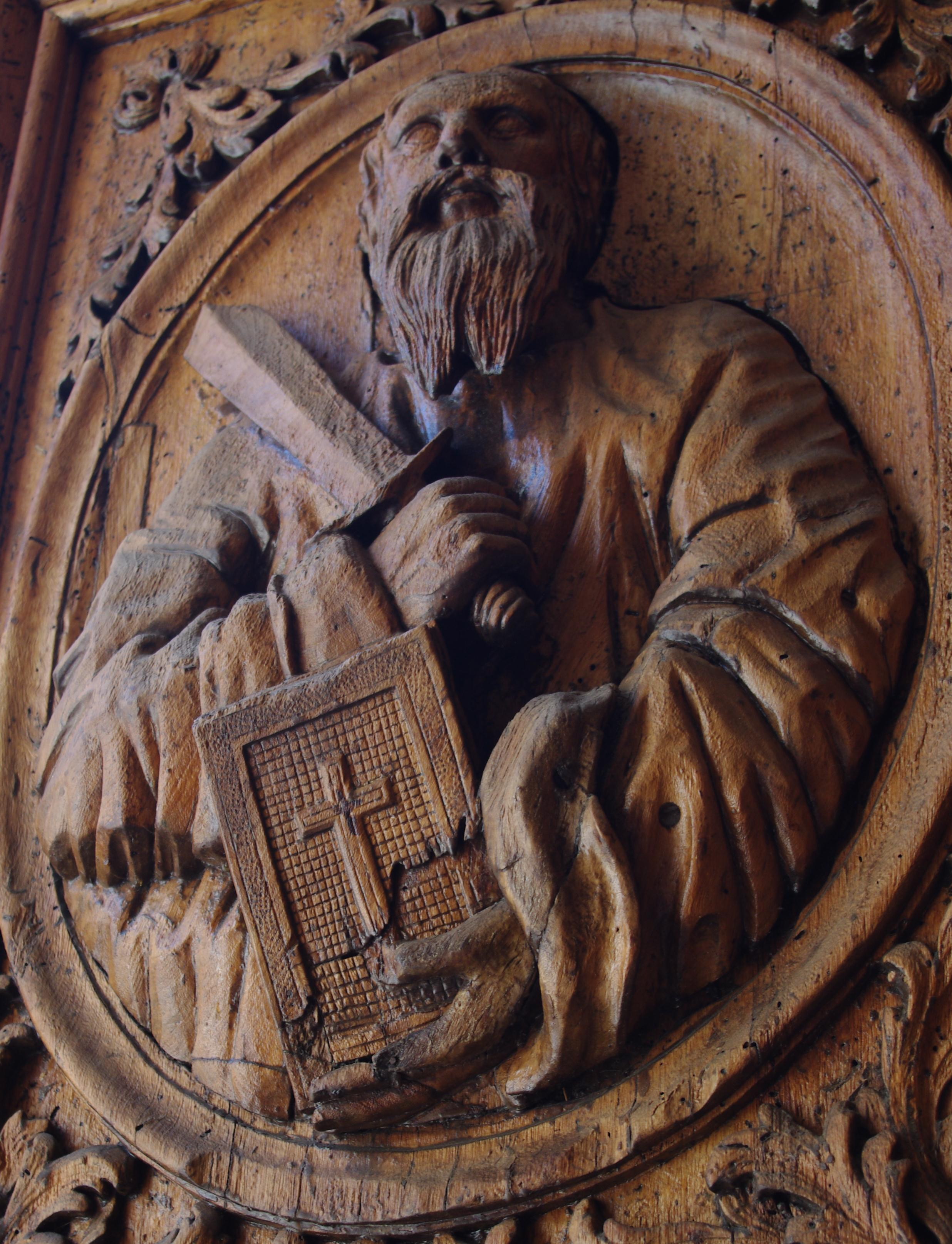
Saint Paul, portail de l'église de Brignoles

## Objets protégés
- L'orgue, de style Louis-Philippe, comporte deux claviers manuels. Dernier orgue de la manufacture Daublaine & Callinet construit sous la direction de Louis Callinet, il date de 1844[4]. Il a fait l'objet de révision en 2016[5].
- Panneaux de porte de la sacristie[6] ;
- Tableau : la Descente de croix[7] ;
- Plaque funéraire, d'époque gallo-romaine[8].
- Autel[9] ;
- Dalmatique, mitre, gants pontificaux de saint Louis d'Anjou[10] ; la dalmatique est conservée au Musée des Comtes de Provence de Brignoles
- Le panneau peint, huile sur bois, représente la Crucifixion. Il provient de l'ancienne chapelle Sainte-Catherine, détruite[11].
- Reliquaire de la chape de saint Louis d'Anjou en argent[12] ;
- Lutrin en bronze[13]. Le lutrin en bois en forme d'aigle est soutenu par un piédestal triangulaire sur roulette[14].
- Maître-autel et ciborium[15] ;
- Deux bas-reliefs sont encastrés dans le tombeau du maître-autel : le Sacrifice d'Abraham, la Récolte de la manne[16].
- Le sarcophage de Syagria, dit sarcophage de la Gayole, révèle l'intégration de la symbolique chrétienne aux représentations funéraires gréco-romaines païennes. Il date du IIe siècle ou IIIe siècle[17]. Le sarcophage est aujourd'hui conservé au Musée des Comtes de Provence de Brignoles.

## Galerie

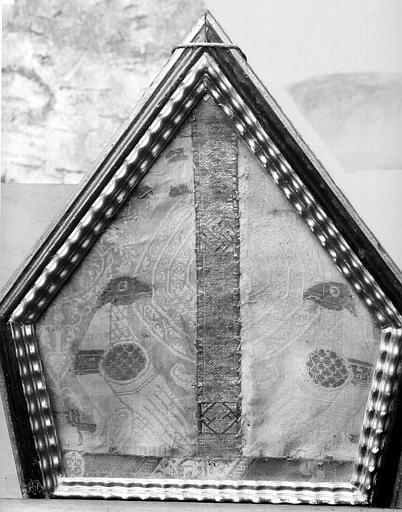
Mitre
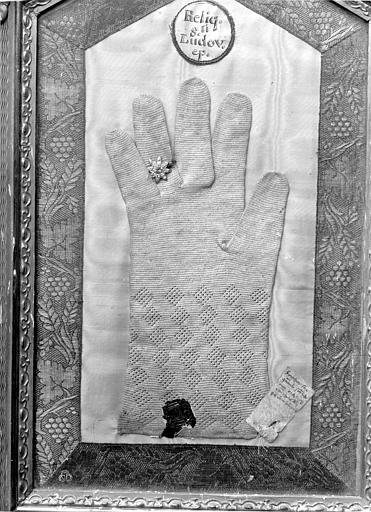
Gants

## En savoir plus